# جون غالانت
جون غالانت هو لاعب اللاكروس كندي، ولد في 12 يونيو 1978 في برانتفورد في كندا.